# 가돌우
가돌우(可突于, ? ~ ?)는 거란의 장수였다.
이소고(李邵固)의 부하로 있던 가돌우는 날래고 용감하여 무리의 환심을 얻으니 이소고가 그를 제거하고자 하였다. 가돌우가 도리어 이소고를 공격하니 이소고는 당나라 영주로 달아났다. 영주도독 허흠첨(許欽澹)이 설태에게 용감한 군사 500명을 거느려, 해왕(奚王) 이대보(李大輔) 및 이소고의 무리를 징발하여 함께 가돌우를 토벌하게 하였다. 그러나 (전투에서) 관군이 불리하여 이소고와 이대보는 진중에서 가돌우에게 죽임을 당하였고 설태는 생포되었다. 영주도독부가 크게 놀라 허흠첨은 군대를 서쪽으로 유관(渝關)으로 후퇴시켰다.
개원 21년(733년), 이과절한테 참수당함

## 같이 보기
- 이회수(요련조리)